# Kingscote (mansión)
Kingscote es una mansión de estilo neogótico y una casa museo en Bowery Street y Bellevue Avenue en la ciudad de Newport, en la costa del estado de Rhode Island (Estados Unidos). Fue diseñada por Richard Upjohn y construida en 1839. Fue una de las primeras "cabañas" de verano construidas en Newport, y ahora es un Hito Histórico Nacional. Fue remodelado y ampliado por George Champlin Mason y más tarde por Stanford White. Fue propiedad de la familia King desde 1864 hasta 1972, cuando se donó a la Sociedad de Preservación del condado de Newport.

## Historia

Plano del primer piso

George Noble Jones era dueño de las plantaciones de algodón El Destino y Chemonie en Florida. Construyó esta casa a lo largo de un camino agrícola conocido como Bellevue Avenue. Fue diseñado por Richard Upjohn y es un ejemplo temprano del estilo neogótico, con una línea de techo irregular y concurrida, con muchos frontones y chimeneas, y elaborados detalles góticos. Está construido de madera, aunque originalmente estaba pintado de color beige con arena mezclada con la pintura, lo que le da una apariencia texturizada de arenisca.
La familia Jones abandonó permanentemente Newport al estallar la guerra civil estadounidense, y la casa fue vendida a William Henry King en 1864, un comerciante de Old China Trade. El sobrino de King, David, arrendó la casa en 1876 y se embarcó en una serie de reformas. Contrató al arquitecto de Newport, George Champlin Mason, para que construyera un comedor más grande y una nueva ala de servicio, y la firma Leon Marcotte de Nueva York redecoró el interior. También introdujo la iluminación de gas en las instalaciones.
En diciembre de 1880, David King contrató a Stanford White de McKim, Mead y White para diseñar una nueva adición a la casa, que incluía nuevos dormitorios principales, una guardería y un nuevo comedor con ladrillos de vidrio opalescente comprados a Louis Comfort Tiffany. Estas alteraciones ampliaron enormemente el diseño original de Upjohn, pero conservaron el carácter fundamental del Renacimiento gótico del edificio.
La familia King fue propietaria de la casa hasta 1972, cuando el último descendiente la legó a la Preservation Society. El legado incluía todos los muebles alrededor de 1880. En la actualidad Kingscote es un Hito Histórico Nacional y una propiedad que contribuye al Distrito Histórico de Bellevue Avenue, también Hito Histórico Nacional.

## Galería

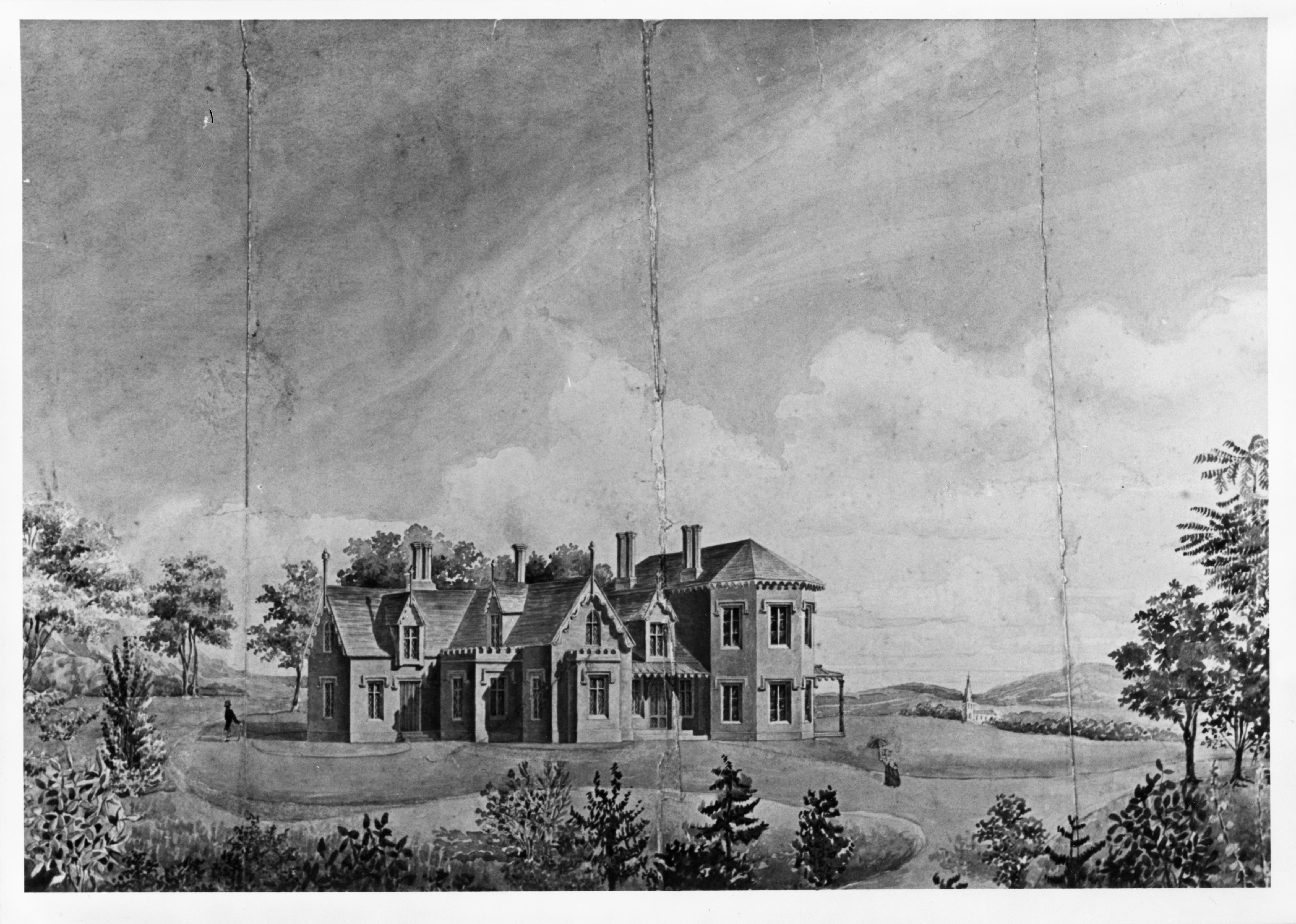
Acuarela de Richard Upjohn.
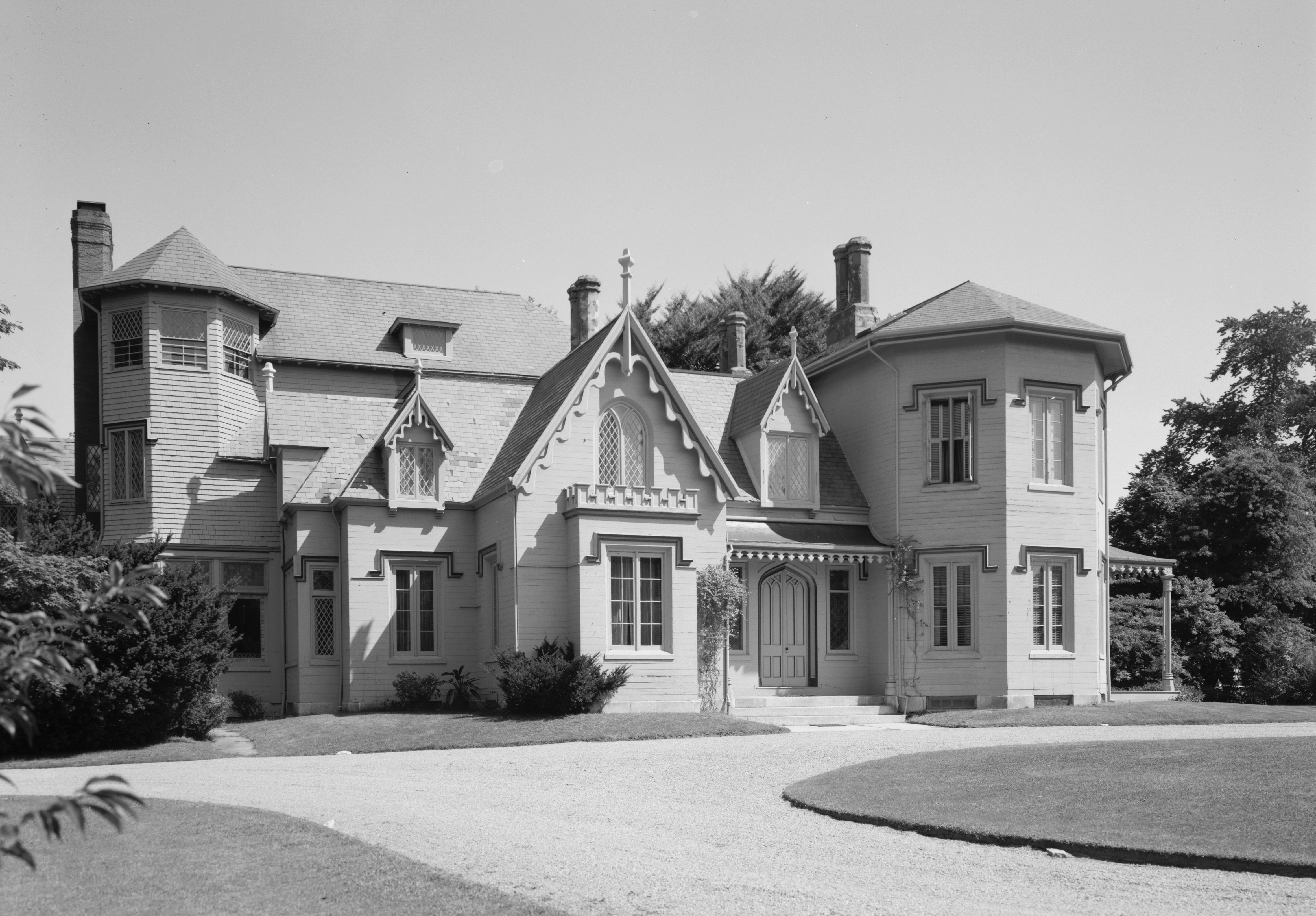
Vista frontal (sur).
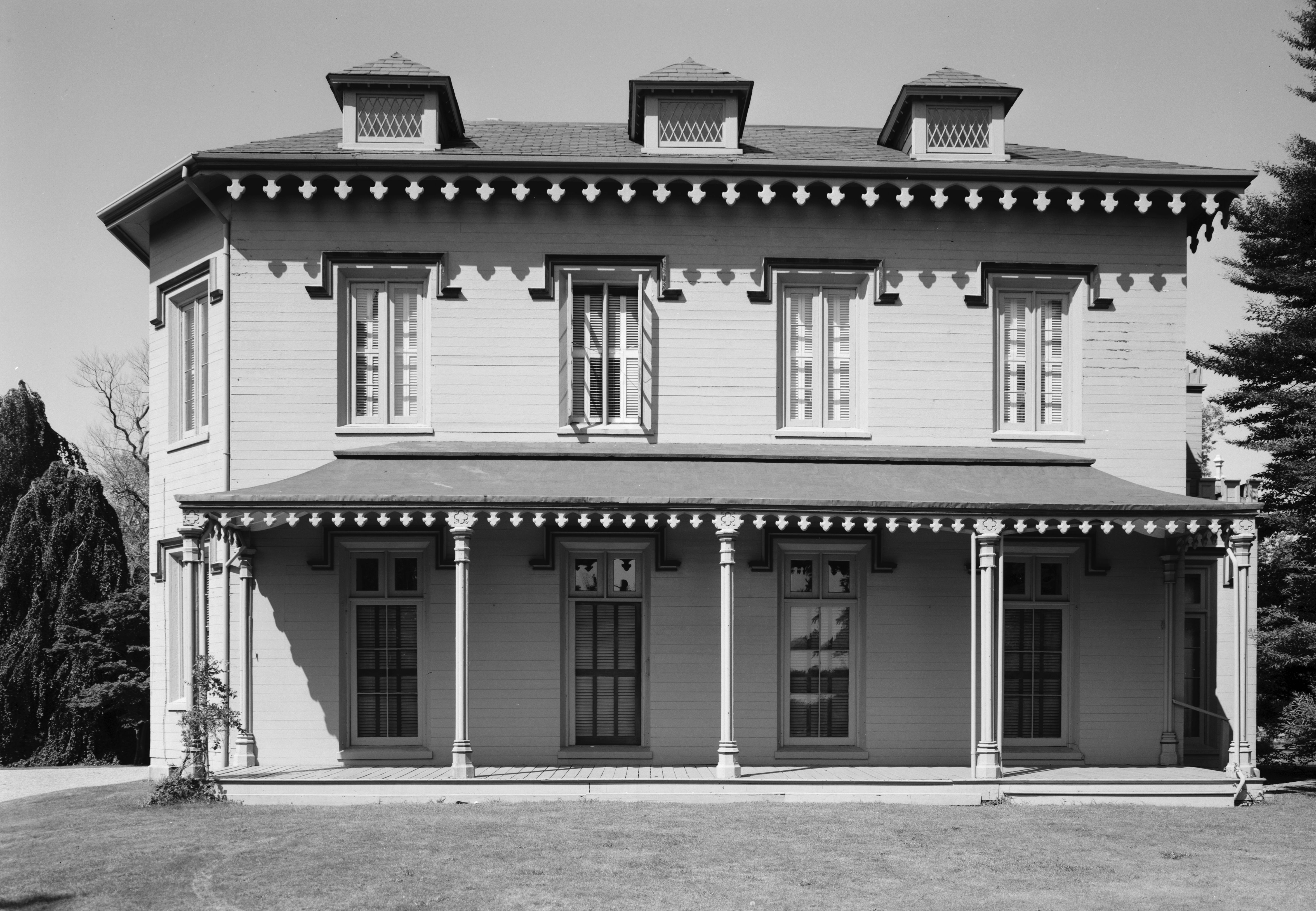
Vista este.
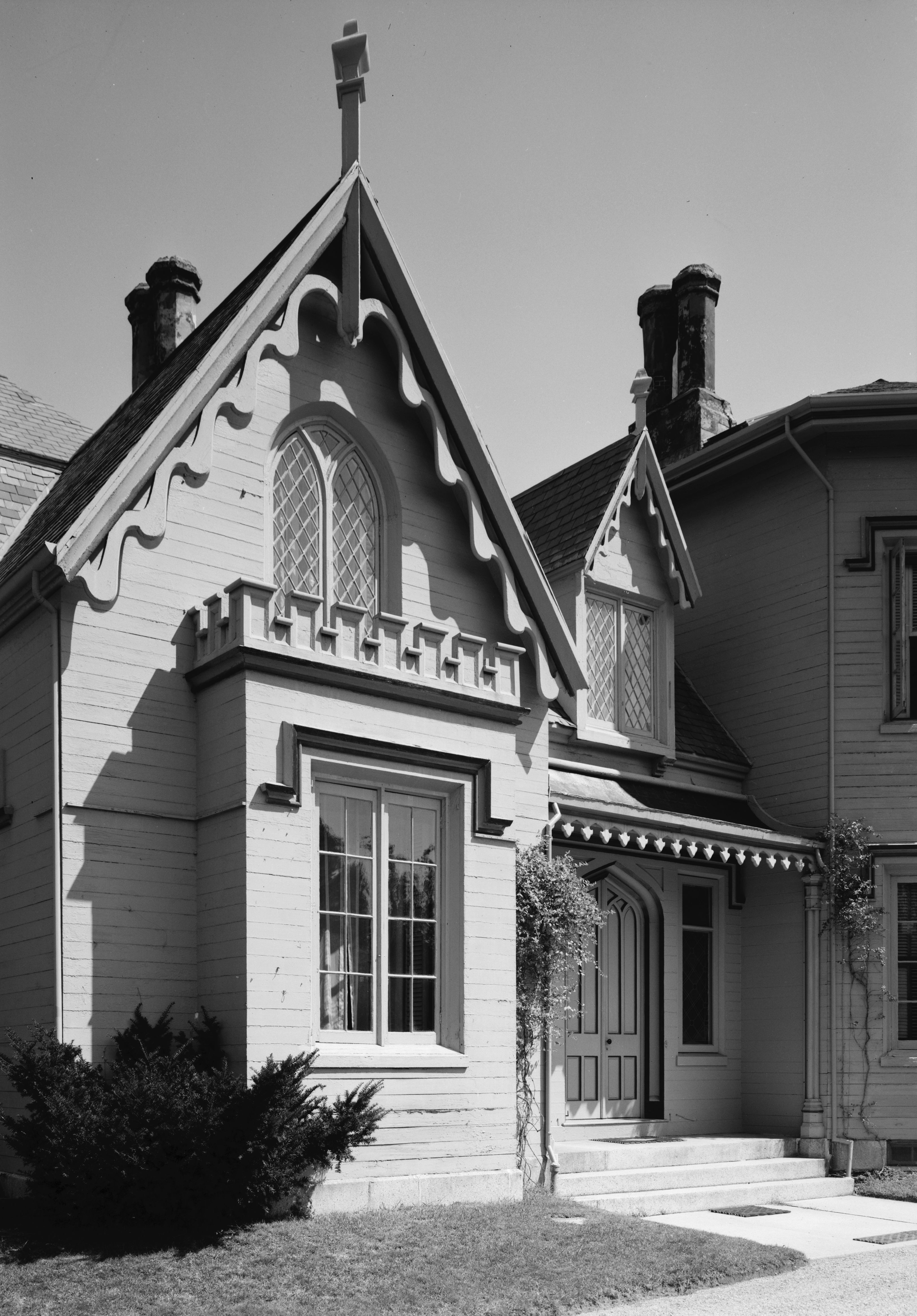
Entrada.
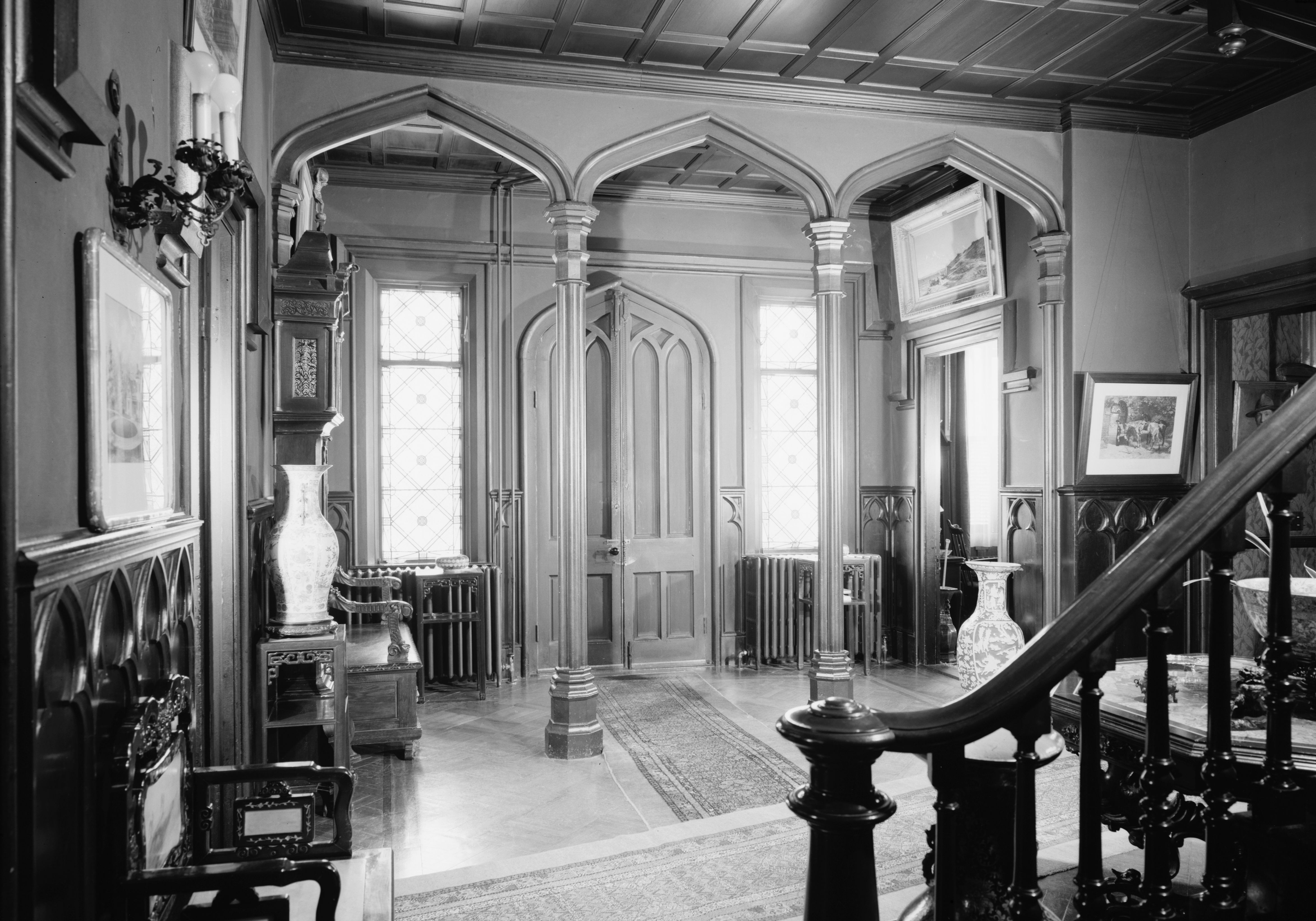
El hall de entrada.